# يوليان فون موس
يوليان فون موس هو لاعب كرة قدم سويسري في مركز الهجوم، ولد في 1 أبريل 2001 في مونسترلينغن في سويسرا. شارك مع منتخب سويسرا تحت 16 سنة لكرة القدم ‏ ومنتخب سويسرا تحت 17 سنة لكرة القدم ومنتخب سويسرا تحت 18 سنة لكرة القدم ومنتخب سويسرا تحت 19 سنة لكرة القدم. أما مع النوادي، فقد لعب مع نادي بازل.

## وصلات خارجية
- جوليان فون موس على موقع قاعدة بيانات كرة القدم.إي يو (الإنجليزية)
- جوليان فون موس على موقع Soccerway.com (الإنجليزية)
- جوليان فون موس على موقع عالم كرة القدم.نت (الإنجليزية)